# Berry Pomeroy Castle
Il Berry Pomeroy Castle è un maniero in stile Tudor costruito entro le mura di un castello preesistente nel Devon meridionale. Venne costruito nel tardo XV secolo dalla famiglia Pomeroy che era proprietaria della terra sin dall'XI secolo, quando nel 1547 la famiglia si trovò in difficoltà finanziarie lo vendette a Edward Seymour, I duca di Somerset. A parte il periodo in cui i Seymour vennero privati delle loro proprietà dalla corona a seguito della condanna a morte del Duca il castello rimase nelle loro mani fino al tardo XVII secolo quando Sir Edward Seymour, IV baronetto (1632 o 1633-17 febbraio 1708) andò a stabilirsi nel Wiltshire.
Rimasto in rovina per moltissimi anni nel XIX secolo tornò in auge quale modello del Pittoresco e divenne col tempo un'attrazione turistica anche per via della sua fama che lo vuole abitato dai fantasmi. Fra il 1980 e il 1996 è stato fatto oggetto di un importante lavoro di scavi archeologici che hanno portato in luce notizie che hanno ribaltato antiche nozioni circa la sua età e le cause della sua rovina.

## Il primo castello
Il Castello di Berry Pomeroy è situato a un miglio dall'omonimo villaggio e sorge su un affioramento roccioso di pietra calcarea da cui domina la stretta e boscosa valle di Gatcombe Brook.
I De La Pomeroy detenevano la gran parte della baronia feudale di Berry Pomeroy fin dai tempi della conquista normanna dell'Inghilterra com'è riportato nel Domesday Book redatto nel 1086. I primi documenti parlano di un capital messuage a Berry il che significava che Berry era la parte dominante del feudo e di conseguenza della baronia che nel 1166 ammontava a quasi 32 knight's fee. Nel 1207 Henry Pomeroy lo trasformò in un parco per la caccia al cervo, ma la prima menzione di un castello non si ha fino al 1496 quando a Elizabeth, vedova di Richard Pomeroy venne dato un terzo del capital messuage e del castello che per altro si trovavano in due posti diversi. Si crede infatti che il messuage avesse sede nei pressi di Berry House, al villaggio.
Le prove archeologiche, in particolare quelle riguardanti il Corpo di guardia e la torre di St. Margaret insieme al Muro di cortina che costituiscono la parte più vecchia del castello indicano che probabilmente venne costruito nel tardo XV secolo. Avrebbe potuto essere uno degli ultimi castelli di feudatari costruiti in campagna posto entro il parco per la caccia al cervo e constava di un fossato asciutto, ora quasi tutto interrato, un corpo di guardia e di alcuni bastioni sormontati da muri di cortina con edifici disposti intorno alle mura interne. A causa dei molti rimodellamenti che subì non rimangono molte prove archeologiche che mostrino dove questi edifici fossero collocati, nel 1978 un Affresco è stato scoperto al piano superiore del corpo di guardia nascosto dietro un muro di vegetazione. Questi rappresenta un'Adorazione dei Magi ed è datato alla fine del XV secolo, molto simile nello stile ad altri lavori europei del periodo.

## I Seymour
Nel 1547 Edward Seymour, I duca di Somerset, Lord protettore del giovane Edoardo VI d'Inghilterra comprò il castello da Thomas Pomeroy insieme a molte altre delle proprietà dei dintorni. Il duca perse il favore reale e venne decapitato con l'accusa di tradimento nel 1552 e tutte le sue proprietà, compresa questa, finirono nelle mani della corona. Fu solo nel 1558, dopo complesse trattative circa i beni di famiglia, che suo figlio Edward Seymour di Berry Pomeroy (1528 circa-2 maggio 1593) (nato dal primo matrimonio del duca con Catherine Filliol (1507 circa-1534 circa) riottenne il castello. Col tempo divenne un grande proprietario terriero, nel 1583 fu nominato Gran Sceriffo del Devon e otto anni dopo divenne Giudice di Pace. Fra il 1560 e il 1580 egli demolì gli edifici preesistenti ed eresse una nuova casa a quattro piani nello stile in voga in quel periodo posizionandola alla fine della parte nord del cortile, i muri esterni sono ancora in piedi mostrando quasi tutta la sua altezza originaria.
Dopo la morte di Edward il castello passò a suo figlio Sir Edward Seymour, I baronetto (1563circa-10 aprile 1613) che nel 1600 fece ulteriori aggiunte al castello, nel tardo XVI secolo l'Inghilterra temeva di essere invasa dalla Spagna ed egli divenne Colonnello giacché era stato per due volte Sceriffo del Devon.
Suo figlio, Sir Edward Seymour, II baronetto (1580 circa-5 ottobre 1659) divenne Governatore di Darthmouth e membro del Parlamento e fu nominato Cavaliere nel 1603, egli visse al castello fino allo scoppio della Guerra civile inglese quando si schierò con i realisti. Venne quindi imprigionato e Berry Pomeroy andò sotto il controllo dei Parlamentaristi, al suo rilascio Oliver Cromwell gli permise di vivere al castello fino alla morte avvenuta nel 1659. Anche suo figlio Sir Edward Seymour, III baronetto (10 settembre 1610-1688) fu un Realista e durante l'ultima parte del conflitto venne imprigionato a Exeter e rimase in carcere fino al 1655. Dopo la Restaurazione inglese egli venne nominato Deputy Lieutenant per il Devon, venne anche nominato viceammiraglio ed entrò in parlamento. Alla sua morte nel 1688 fu stilato un inventario del castello che indicava come questi contasse circa 50 camere anche se è probabile che non tutte versassero in buono stato date le spese che i Seymour avevano dovuto sostenere durante la guerra.
Suo figlio Sir Edward Seymour, IV baronetto (1632 o 1633-17 febbraio 1708 aveva 55 anni quando successe al padre ed era un fervente politico membro del Partito Tory, in parlamento da molti ann e dal 1673 Speaker per la Camera dei comuni. A causa della distanza del castello da Londra e del suo cattivo stato egli decise di andare a vivere a Maiden Bradley with Yarnfield nello Wilthshire.
Già nel 1701 è probabile che il castello fosse quasi in rovina forse perché privato anche di quanto vi era rimasto di utile per ricostruire la nuova casa del Baronetto.

## Una seconda primavera
Con l'avvento del Pittoresco, movimento nato alla fine del Settecento, il castello, grazie alle cornacchie che lo abitavano e all'edere che lo infestava divenne una rovina romantica. Divenne quindi meta di pittori ed artisti oltre che di turisti appassionati alla corrente e del castello si trovano diverse illustrazioni risalenti a quel periodo.
Attorno al 1830 alcune mura vennero riparate dal Duca di Somerset in carica, uno dei primi esempi di Restauro architettonico effettuato su muri in rovina probabilmente eseguito per proteggere i visitatori.
Dal 1980 al 1996 è stato fatto oggetto di imponenti scavi archeologici che dimostrarono come il castello non fosse così vecchio come si era creduto fino a quel momento e che fino alla fine del XV secolo probabilmente non ospitasse niente più che un casino di caccia o la casa del custode del parco, conclusione raggiunta dalla scarsità di manufatti trovati che risalivano a prima di quel periodo. Attualmente il castello è di proprietà dei Duchi di Somerset ma è amministrato dall'English Heritage.

## Folklore
Come tradizione britannica, anche il castello di Berry Pomeroy si dice infestato dai fantasmi. Su di esso gravita la leggenda di Margaret, Eleanor e di un cavaliere: secondo la vicenda, alla morte di Margaret il cavaliere usò un anello, ereditato dalla nonna, per sposare Eleanor; tuttavia su di esso gravava la protezione che la stessa Margaret vi aveva posto. Poco dopo il matrimonio il cavaliere morì e la vedova si trasferì presso la sorella insieme all'anello. Nel castello vivrebbero due donne, la dama bianca e la dama blu. Di quest'ultima si dice che chieda aiuto ai passanti chiamandoli dalla torre: se qualcuno risponde, ella lo fa precipitare e ne causa la morte. Secondo la leggenda, ella sarebbe la figlia di un cavaliere normanno, in lutto per la perdita del figlio (ucciso in quanto frutto dell'incesto col suo stesso padre). Della dama bianca, invece, si dice essere Margaret Pomeroy, lì imprigionata dalla sorella Eleanor, gelosa della sua bellezza.